# رامون تن هوف
رامون تن هوف (بالهولندية: Ramón ten Hove) هو لاعب كرة قدم هولندي، ولد في 3 مارس 1998 في سبايكينيسه في هولندا. لعب مع فاينورد.

## وصلات خارجية
- رامون تن هوف على موقع قاعدة بيانات كرة القدم.إي يو (الإنجليزية)
- رامون تن هوف على موقع Soccerway.com (الإنجليزية)